# البطولات الفرنسية 1957 (كرة مضرب)
قائمة ببطولات دورة رولان غاروس الدولية لعام 1957 (المعروفة الآن بدورة رولان غاروس) :

## الكبار

### فردي رجال
سفين دافيدسون هزم  هيربرت فلام، النتيجة: 6-3 6-4 6-4

### فردي سيدات
شيرلي بلومر هزمت  دوروثي نود ، النتيجة: 6-1 6-3